# Napvitorlás

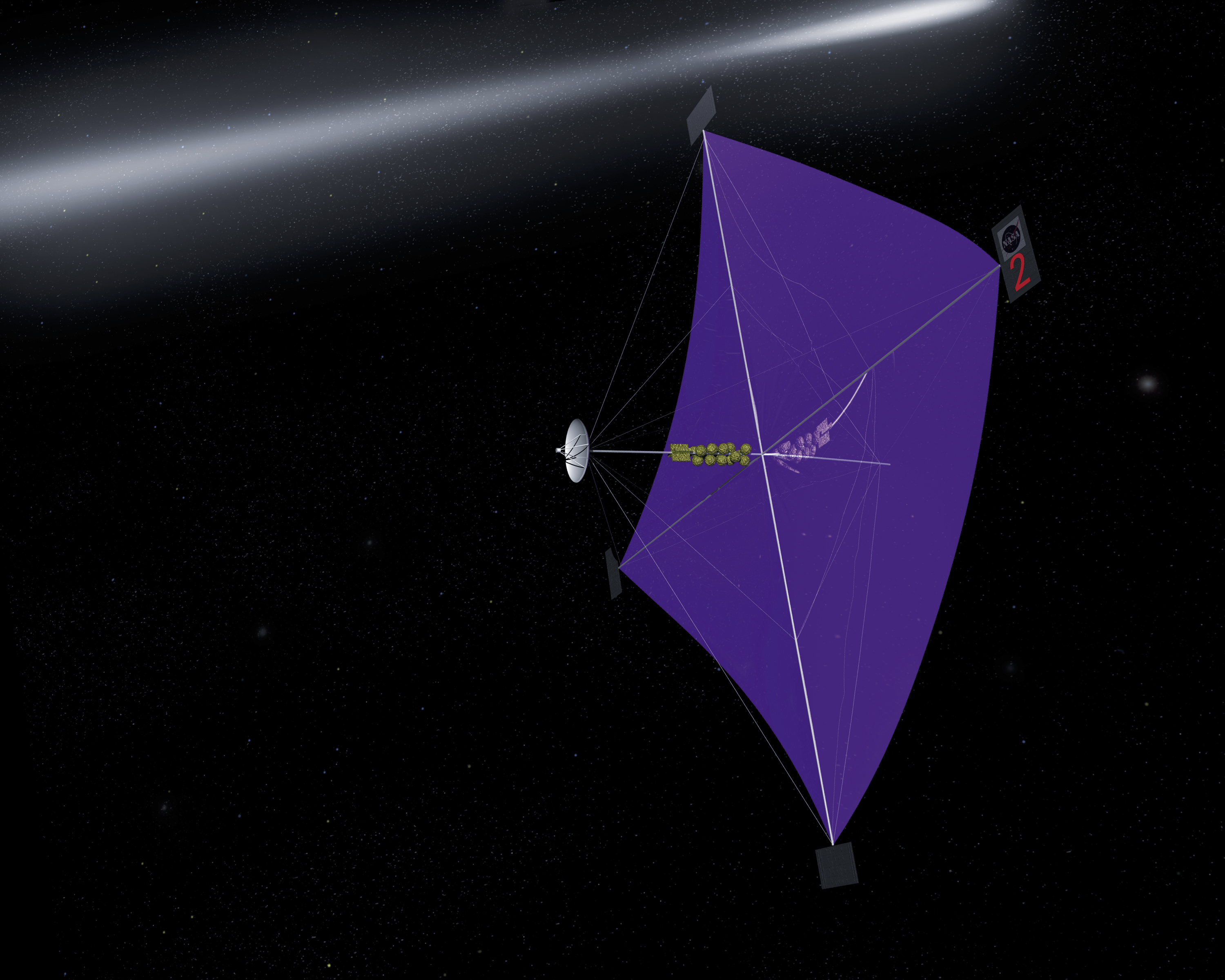
Napvitorlás fantáziarajza

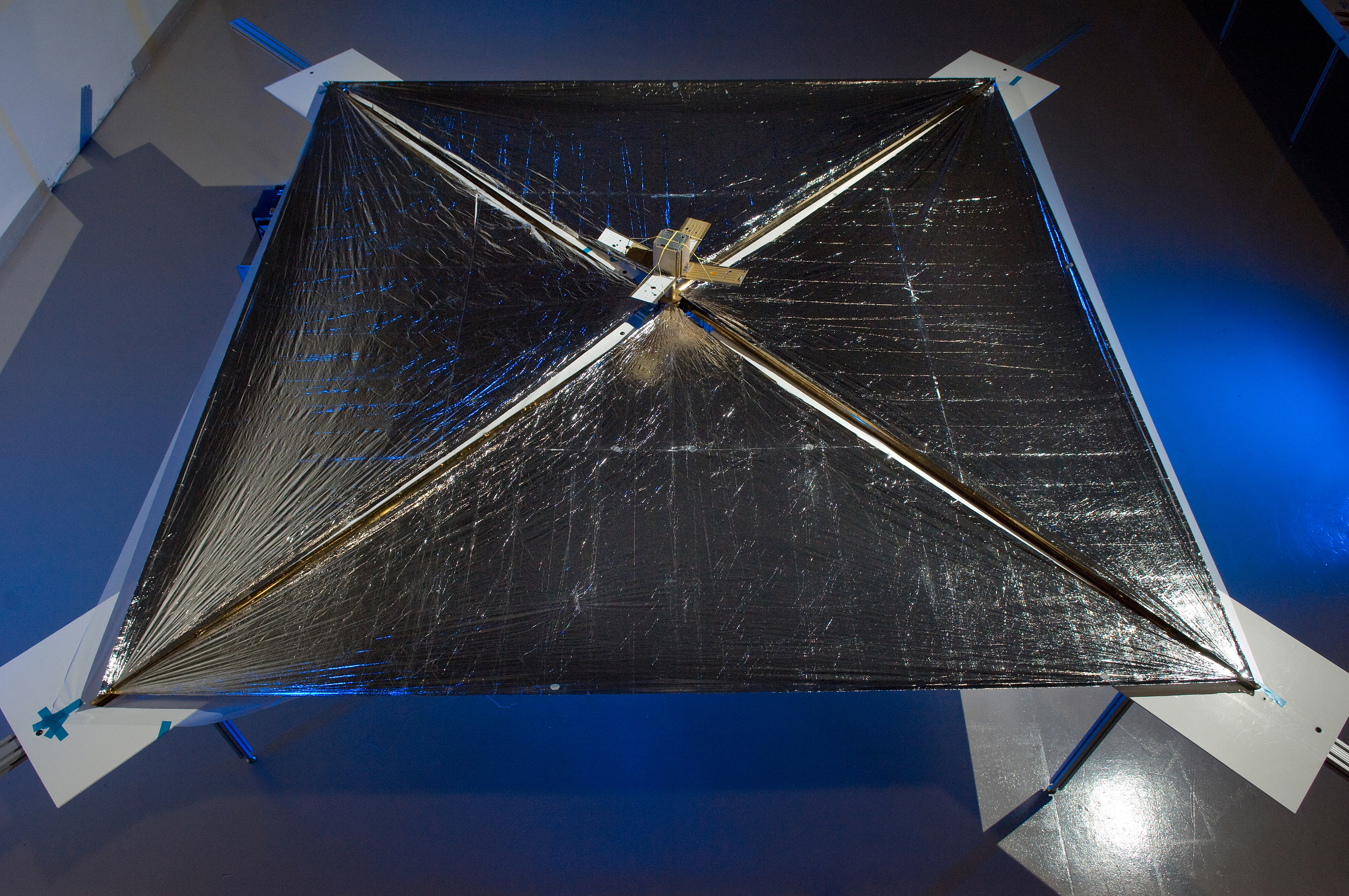
A Nanosail D napvitorlás. A Falcon 1 hordozórakéta 2008. augusztus 3-ai, sikertelen startjánál megsemmisült.

A napvitorlás olyan űrjármű, melyet a Nap, vagy más természetes vagy mesterséges sugárforrás által termelt fény sugárnyomása (egyes elképzelések szerint az ettől eltérő napszél) gyorsít fel. A napvitorlások építése napjainkban kísérleti stádiumban tart, több megépült napvitorlás (Cosmos 1, Nanosail D), szerencsétlen módon, a hordozórakéták hibája miatt nem állt Föld körüli pályára. Néhány űrszonda esetében (MESSENGER, Hajabusza) az elvet sikeresen alkalmazták a szondák stabilizálására, a segédhajtóművek kiváltására. Az első, sikeresen működő napvitorlás a japán IKAROS, 2010-ben jutott el az űrbe.
A napvitorlások elvét híres szovjet rakétamérnök, Fridrih Cander találta fel: kiszámolta, hogy a napfény sugárnyomása – a Föld távolságában – mintegy 4,57 × 10-6 N/m² a fényt teljesen elnyelő felületekre (merőleges beesési szögnél) és ennek kétszerese a fényt teljesen visszaverő felületekre.
A napvitorlások „vitorlája” egy több tíz négyzetméteres, vagy nagyobb fém, vagy fémbevonatú műanyagfólia, melyet megfelelő merevítőszerkezet feszít ki, pályára állításuk előtt összehajtott állapotban van. Amennyiben csak a nap fénye hajtja őket, csak nagyon kis mértékű gyorsulásra képesek, de ezt a gyorsulást, gyakorlatilag energiabefektetés nélkül, hosszú távon képesek fenntartani. Külső, intenzív sugárforrással (lézerrel) megvilágítva a gyorsulás növelhető. A Föld körüli pályán 800 kilométeres magasság alatt a Föld felső légkörének fékező hatása miatt a napvitorlások használhatatlanok.

## Lásd még
- Ionhajtómű